# جوني بلانشارد
جوني بلانشارد (بالإنجليزية: Johnny Blanchard) هو لاعب كرة قاعدة أمريكي، ولد في 26 فبراير 1933 في منيابولس في الولايات المتحدة، وتوفي في 25 مارس 2009 في روبينسدل في الولايات المتحدة بسبب نوبة قلبية.

## وصلات خارجية
- جوني بلانشارد على موقع دوري كرة القاعدة الرئيسي (الإنجليزية)
- جوني بلانشارد على موقعبيزبول رفرنس.كوم (الدوري الرئيسي) (الإنجليزية)
- جوني بلانشارد على موقعبيزبول رفرنس.كوم (الدوري الثانوي) (الإنجليزية)